# NGC 2194
NGC 2194 é um aglomerado aberto na direção da constelação de Orion. O objeto foi descoberto pelo astrônomo William Herschel em 1784, usando um telescópio refletor com abertura de 18,6 polegadas. Devido a sua moderada magnitude aparente (+8,5), é visível apenas com telescópios amadores ou com equipamentos superiores. 